# Gemeinsam Allein
Gemeinsam Allein (Arbeitstitel: Happy Slapping) ist ein deutscher Kurzfilm aus dem Jahr 2008. Er behandelt die Problematik des Gruppenzwangs und des Happy Slappings, und wird als Lehrfilm in deutschen Schulen gezeigt.

## Handlung
Die vier Freundinnen, Melina, Carla, Christin und Lisa schwänzen gemeinsam den Nachmittagsunterricht an ihrer Schule. In ihrer Clique sind Mutproben üblich. Diesmal ist Melina an der Reihe, sie muss einen älteren Mann Happy Slappen, während ihre Freundinnen das ganze auf Video aufnehmen. Schnell stellt sich heraus, dass Melina von Carla und Christin gemobbt wird; so muss sie z. B. Christins Schuh ablecken, was von der Clique gefilmt wird. Die Mädchen fahren mit dem Bus zu Melina, da ihre Eltern nicht zu Hause sind und sie dort ungestört sein können. Als sie aus dem Bus aussteigen, nimmt Melina schnell Carlas Handy und löscht das Video. Die Mädchen verlangen daraufhin jedoch von Melina, dass sie als Strafe, wieder gefilmt, Carlas Speichel auflecken muss, was diese widerspenstig tut. Die Mädchen gehen zu Melina nach Hause, dort zwingen Christin und Carla sie, sich bis auf die Unterwäsche auszuziehen und filmen sie dabei. Lisa geht währenddessen auf der Toilette, da sie mit dem Mobbing nichts zu tun haben will, jedoch nicht den Mut aufbringt, sich für Melina einzusetzen. Christin und Carla schminken Melina noch und bewerfen sie mit Blumenerde, was dieser schließlich zu viel wird, worauf sie die beiden Mädchen anschreit und in die Dusche läuft. Die Mädchen jedoch stellen die Dusche auf kalt und lassen Melina so alleine. Der Film endet mit der Heimkehr von Melinas Mutter, die nach ihr ruft. Melina antwortet aus der Dusche, es sei „alles in Ordnung“.

## Kritiken
Die Filmbewertungsstelle Wiesbaden gab dem Film das Prädikat „Wertvoll“, wobei dort besonders der pädagogische und künstlerische Aspekt betont wird :
„Als ein Lehrfilm für die Erwachsenen, ist Gemeinsam Allein sicher wirkungsvoll, denn er zeigt, dass Jugendgewalt auch in einer idyllischen, sommerlichen Kleinstadt unter ganz harmlos und adrett wirkenden jungen Frauen möglich ist. Mit der guten Kameraarbeit, der durchgehaltenen Stimmung einer vergifteten Idylle und der geschickten Dramaturgie hat der szenische Kurzfilm, der im Rahmen eines Projektes für die Gewaltprävention entstanden ist, einen ästhetischen Mehrwert, der die Vergabe eines Prädikats rechtfertigt.“

## Hintergrund
Für die Anfangsszene des Filmes wurde extra der Biberacher Marktplatz abgesperrt. Die erste Kameraeinstellung wurde mittels Kranwagen gedreht. Der Film finanzierte sich nahezu ausschließlich mittels Förderungen von der MFG Filmförderung, der Landesanstalt für Kommunikation Baden-Württemberg u. a.
Die Idee zu dem Film lieferte ein ähnlicher Vorfall wie der im Film beschriebene, der schließlich zur Anzeige kam.
Als Drehort für Melinas Zuhause diente das Haus des Regisseurs, Philipp Käßbohrer, in Biberach an der Riß.